# Christof Angermair
Christof Angermair (Weilheim in Oberbayern, 1580 – Monaco di Baviera, 1633) è stato uno scultore tedesco.

## Biografia
Figlio di un orafo, si trasferì in giovane età a Monaco di Baviera, dove si mise in evidenza per l'eleganza del modellato nelle sue sculture.
Lavorò per conto della principessa Elisabetta di Lorena e per Massimiliano di Baviera, che gli commissionò il ricco medagliere conservato al Museo di Monaco.
Nel 1624 eseguì uno scrigno per denaro, ornato con lapislazzuli e disegnato dal celebre pittore Peter Candid.